# 竹村進二
竹村 進二（たけむら しんじ）は、日本のベーシスト。様々な歌手のサポートメンバーを務め、ジャズからポピュラーまで幅広く演奏する。

## サポートメンバーとして参加した主な歌手
- 山口百恵
- 大塚博堂
- 鈴木重子

| スタブアイコン | サブスタブ | この項目は、まだ閲覧者の調べものの参照としては役立たない、音楽関係者（バンド等）に関連した書きかけの項目です。この項目を加筆・訂正などしてくださる協力者を求めています（P:音楽/PJ:芸能人）。 |